# Homer vs. Lisa and the 8th Commandment
«Homer vs. Lisa and the 8th Commandment», llamado «Homer contra Lisa y el octavo mandamiento» en España y «No robarás» en Latinoamérica, es un capítulo perteneciente a la segunda temporada de la serie animada Los Simpson, emitido originalmente el 7 de febrero de 1991. El episodio fue escrito por Steve Pepoon y dirigido por Rich Moore. Este episodio ganó el premio Emmy de 1991 en la categoría «Mejor programa de animación (de menos de una hora)».

## Sinopsis
Tras ver a Ned Flanders rechazar la oferta de un técnico deshonesto para tener televisión por cable de manera ilegal por $50, Homer lo busca y acepta la oferta. A Homer le gustan los nuevos canales y pasa la mayoría del tiempo viendo la televisión junto a su familia. Lisa, sin embargo, tiene sospechas acerca de la transmisión ilegal del cable. Tras una clase del domingo sobre la existencia y naturaleza del Infierno, Lisa queda atemorizada por las violaciones de los Diez Mandamientos, la adherencia la cual se dice que mantendrá el alma de alguien lejos del Infierno. Ella teme que porque Homer haya violado el Octavo Mandamiento, él irá al inferno cuando muera.
Lisa empieza a oponerse a otros ejemplos de robo común, incluso llegando a convencer a Marge a pagar el costo de dos uvas que ella probó en el supermercado, para molestia del empleado. Lisa luego visita al Reverendo Lovejoy en la iglesia, donde sugiere que Lisa no puede entregar a su padre a la policía por colgarse ilegalmente del cable, ya que debe seguir el Quinto Mandamiento, que dice "Honrarás a tu padre y a tu madre". Él sugiere que Lisa no vea nada de la programación ilegal de Homer, poniendo un buen ejemplo que espera que otros sigan.  Marge le suplica a Homer que quite el cable o pague por él, pero se niega a hacer ambos, diciendo que el cable se quedará mientras así lo desée él. Mientras tanto, Bart pone anuncios en la puerta trasera de su casa para mostrar un canal pornográfico por 50 centavos pero es pillado por Homer unos segundos después, quién lo fuerza ir a su habitación en castigo.
Homer ve un comercial de una esperada pelea de boxeo en la cual Drederick Tatum peleará por el Campeonato Mundial de Peso Pesado. Homer decide tener una fiesta e invita a todos sus amigos para ver la pelea. Lisa intenta oponerse a la fiesta, lo que resulta en Homer forzándola a quedarse afuera en el césped. La consciencia de Homer lo molesta, más en la forma de la angustia de su hija que una objeción moral a robar cable debido a una alucinación en la que va a prisión por robar cable. Homer finalmente se rinde ante las protestas de Lisa, de mala gana eligiendo no ver los últimos minutos de la pelea, y Marge y Maggie se les unen también. Bart se niega a aceptar las protestas, pero Homer lo retiene a la fuerza. La familia se sienta afuera de la casa durante el tiempo restante de la pelea y cuando todos se marchan, Homer dubitativamente corta el cable ignorando las objeciones de Bart, pero accidentalmente corta la electricidad de todo el vecindario, y al cortar el cable en el tercer intento, esto resulta en el episodio abruptamente finalizando mientras se muestra estática.